# Falk Kunze
Falk Kunze (* 11. Januar 1968) ist ein ehemaliger deutscher Fußballspieler. Er spielte der zwischen 1986 und 1990 für Bischofswerda in der DDR-Oberliga, der höchsten Liga im DDR-Fußball.

## Sportliche Laufbahn
Bereits als Zehnjähriger begann Falk Kunze in der Kindermannschaft der Betriebssportgemeinschaft (BSG) Fortschritt Bischofswerda organisiert Fußball zu spielen. 1986 bestritt er seine ersten Spiele in der Männerschaft, bei der er bis 2001 aktiv war. 
Seinen Start im Ligabetrieb des Männerfußballs vollzog Kunze in der Oberliga-Saison 1986/87. Während dieser Spielzeit kam er in den 26 Punktspielen dreimal zum Einsatz. Als Verteidiger eingesetzt, stand er zweimal in der Startelf und absolvierte nur am 26. Spieltag die vollen 90 Minuten. Seine Mannschaft konnte als Oberliganeuling die Klasse nicht halten und musste die zwei folgenden Spielzeiten wieder in der zweitklassigen DDR-Liga antreten. In dieser Zeit gehörte Kunze nur in der Spielzeit 1988/89 zum erweiterten Spielerstamm. Davor wurde er zwar in 21 von 34 Ligaspielen aufgeboten, stand aber nur achtmal in der Startelf, weiter als Verteidiger spielend. 1988/89 stand er sechzehnmal von Beginn an auf dem Feld, wobei er in neun Ligaspielen die voll Spieldauer absolvierte. Mit seinen 20 Ligaeinsätzen gehörte er jedoch nicht zur Stammelf, die 1989 zum zweiten Mal den Aufstieg in die Oberliga schaffte. Auch in seiner zweiten Oberligasaison war Kunze 1989/80 wieder nur Ersatzspieler mit drei Punktspieleinsätzen. Zweimal spielte er über die volle Zeit. Die BSG Fortschritt schaffte wieder nicht den Klassenerhalt und kehrte in die DDR-Liga zurück. 
Noch vor dem Saisonbeginn bildete sich die Betriebssportgemeinschaft bedingt durch die wirtschaftlichen Veränderungen nach der politischen Wende in den Fußballverein Fortschritt Bischofswerda um. Gespielt wurde nun in der noch zweitklassigen NOFV-Liga, in der 30 Spiele zu absolvieren waren. Mit seinen 21 Einsätzen und 19 Vollzeitspielen als Abwehrspieler gehörte er erstmals zum erweiterten Spielerstamm. Nach der Übernahme der ehemaligen Fußball-Ligen durch den DFB wurde der Bischofswerdaer FV in die drittklassige, ab 1994 viertklassige Fußball-Oberliga Nordost eingegliedert. Dort spielte Falk Kunze noch bis zum Ende der Spielzeit 2000/01 und etablierte sich endgültig zum Stammspieler. In der Saison 1992/93 erreichte er mit dem BFV die Aufstiegsrunde zur 2. Bundesliga, der Aufstieg wurde jedoch verpasst. Kunze wurde in allen vier Begegnungen, von denen nur ein Spiel gewonnen wurde, eingesetzt. 
Nachdem Bischofswerda 2001 aus der Oberliga abgestiegen war, wechselte Kunze innerhalb der Oberliga Nordost zum FC Stahl Riesa 98, wo er 2001/02 weiter als Abwehrspieler aufgeboten wurde. Als am Ende der Saison der FC Stahl in Insolvenz ging, schloss sich Kunze, inzwischen 34-jährig, dem Aufsteiger in die fünftklassige Landesliga Sachsen FSV Budissa Bautzen an. Dort bestritt er noch zwei Spielzeiten, ehe er 2004 seine Laufbahn als Fußballspieler beendete.
Anschließend schlug er eine Laufbahn als Trainer ein. Zunächst war er 2005/06 beim FSV Budissa Co-Trainer der 1. Mannschaft und trainierte dann 2006/07 eigenverantwortlich die 2. Mannschaft. Von 2008 bis 2010 betreute er die SG Motor in Cunewalde in der Bezirksklasse Dresden (7. Liga). 2010 kehrte Kunze noch einmal für zwei Spielzeiten zu Budissa II zurück. Später tauchte er auch noch als Co-Trainer bei unterklassigen Vereinen in Gnaschwitz und Crostwitz im Bautzener Raum auf. 